# Charles Michel
Charles Yves Jean Ghislaine Michel (Namur, Belgija 21. prosinca 1975.) belgijski je političar. Bivši belgijski premijer od 2014. do 2019. godine te izabrani predsjednik Europskog vijeća. Mandat mu je počeo 1. prosinca 2019., a na toj je dužnosti naslijedio Donalda Tuska.

## Raniji život i obrazovanje
Charles Michel rođen je u Namuru, Belgija, 21. prosinca 1975. godine. Njegov otac Louis Michel je političar (reformistički pokret, MR) koji je bio gradonačelnik Jodoigne, a potom povjerenik Europske komisije i zastupnik u Europskom parlamentu. Njegova majka je Martine Pierre.
Charles Michel započeo je svoju političku karijeru u dobi od 16 godina kada se pridružio mladim liberalnim reformatorima iz Jodoignea ( Jeunes Réformateurs Libéraux de Jodoigne ), koji je povezan s MR-om. Godine 1994., u dobi od 18 godina, Charles Michel je izabran za pokrajinskog vijećnika u Valonskom Brabantu. Diplomirao je pravo na Université Libre de Bruxelles (ULB) i na Sveučilištu u Amsterdamu 1998. godine, nakon čega je postao odvjetnik u Bruxellesu. Uz francuski, tečno govori i nizozemski te engleki jezik.

## Politička karijera
Michel je izabran u Saveznu Predstavničku komoru (Belgija) u Zastupnički dom na belgijskim saveznim izborima 1999. Godine 2000. postao je ministar unutarnjih poslova u Valonskoj vladi u dobi od 25 godina, što ga je učinilo najmlađim ministrom u povijesti Belgije.  

## Predsjednik Europskog Vijeća
Dana 2. srpnja 2019. Michel je izabran za predsjednika Europskog vijeća, jednog od najistaknutijih čelnih mjesta Europske unije.

## Vanjske poveznice
|  | Zajednički poslužitelj ima još gradiva o temi Charles Michel |

- https://premier.fgov.be/language_selection